# Terebratulina compressa
Terebratulina compressa är en armfotingsart som beskrevs av Cooper 1973. Terebratulina compressa ingår i släktet Terebratulina och familjen Cancellothyrididae. Inga underarter finns listade i Catalogue of Life.